# The Strongest
The Strongest is een Boliviaanse voetbalclub uit La Paz, opgericht op 8 april 1908. Het is de oudste nog bestaande ploeg in de Primera División.

## Geschiedenis
De club werd opgericht in 1908 als Strong Foot Ball Club en nam de clubkleuren over van Thunder Foot Ball Club, een club die van 1904 tot 1907 bestaan had. Kort daarna werd de naam van de club gewijzigd in The Strongest FBC.

## Erelijst
- Asociación de Fútbol de La Paz:

Kampioen : 19 (1914, 1916, 1917, 1922, 1923, 1924, 1925, 1930, 1935, 1938, 1943, 1945, 1946, 1952, 1963, 1964, 1970, 1971 en 1974.)
Beker : 4 (1911, 1914, 1916 en 1958)
- Liga de Fútbol Profesional Boliviano:

Kampioen : 11 (1977, 1976, 1989, 1993, 2003-A, 2003-C, 2004-C, 2011-A, 2011-C, 2012-A, 2013-A)
- Copa Simón Bolívar:

Kampioen : 2 (1964 en 1974)

## The Strongest in Zuid-Amerika
- Copa Libertadores:

Deelnames : 18
Beste prestatie : Tweede ronde (1990, 1994)
- Copa Sudamericana:

Deelnames : 2
Beste prestatie : Kwartfinale (2005)
- Copa CONMEBOL:

Deelnames : 2
Beste prestatie : Eerste ronde (1995)
- Copa Merconorte:

Deelnames : 2
Beste prestatie : Groepsfase (1998, 1999)

## Kampioensteams
- 2012-A — Nelvin Soliz, Wálter Veizaga, Pablo Escobar, Alejandro Chumacero, Diego Bejarano, Marcos Barrera, Jair Torrico, Luis Méndez, Harold Reina, Daniel Vaca, Luis Hernán Melgar, Daniel Chávez, Mauricio Saucedo, Ernesto Cristaldo, Sacha Lima, Delio Ojeda, Rodrigo Ramallo, Andres Jemio, Enrique Parada, Marcos Paz, Diego Wayar en Gustavo Fernández. Trainer-coach: Eduardo Villegas.

## Bekende (oud-)spelers
- Marco Antonio Barrero
- Mario Pinedo
- Juan Berthy Suárez

## Trainer-coaches
- Carlos Aragonés (1992-1993)

Always Ready ·
Atlético Palmaflor ·
Aurora · 
Blooming · 
Bolívar · 
Guabirá · 
Independiente Petrolero · 
Jorge Wilstermann · 
Libertad Gran Mamoré · 
Nacional Potosí · 
Oriente Petrolero · 
Real Santa Cruz · 
Real Tomayapo · 
Royal Pari ·  
The Strongest · 
Universitario de Vinto · 
Vaca Díez ·